# Ctenomys minutus
Ctenomys minutus е вид бозайник от семейство тукотукови (Ctenomyidae).

## Разпространение
Видът е разпространен в Боливия и Бразилия.